# Sandomierz (1851)
Sandomierz (paropływ nr 6) – parowy holownik wiślany Królestwa Polskiego (środkowej Wisły) o napędzie bocznokołowym.

## Dane
- armator: Spółka Żeglugi Parowej
- miejsce budowy: Warsztaty Mechaniczne Banku Polskiego na Solcu w Warszawie
- maszyna parowa
  - moc: 32 KM
  - produkcja: Stocznia Gâche`a, Nantes, Francja.

## Historia
- 1851 r. – rozpoczęcie służby
- 1871 r. – sprzedaż Maurycy Fajans.

## Literatura
- Witold Arkuszewski Wiślane statki pasażerskie XIX i XX wieku. Gdańsk: Wydawnictwo Ossolineum, 1973.